# Chydorus invaginatus
Chydorus invaginatus är en kräftdjursart som beskrevs av Frey 1982. Chydorus invaginatus ingår i släktet Chydorus och familjen Chydoridae. Inga underarter finns listade i Catalogue of Life.